# Monnina autraniana
Monnina autraniana är en jungfrulinsväxtart som beskrevs av Chod.. Monnina autraniana ingår i släktet Monnina och familjen jungfrulinsväxter. Inga underarter finns listade i Catalogue of Life.